# Saison 1947-1948 de la LNH
Saison précédente Saison suivante
La saison 1947-1948 est la 31e saison régulière de la Ligue nationale de hockey. Six équipes ont joué chacune 60 matchs. Le trophée Art-Ross apparaît cette saison et est désormais remis au joueur de la ligue marquant le plus de points.

## Saison régulière

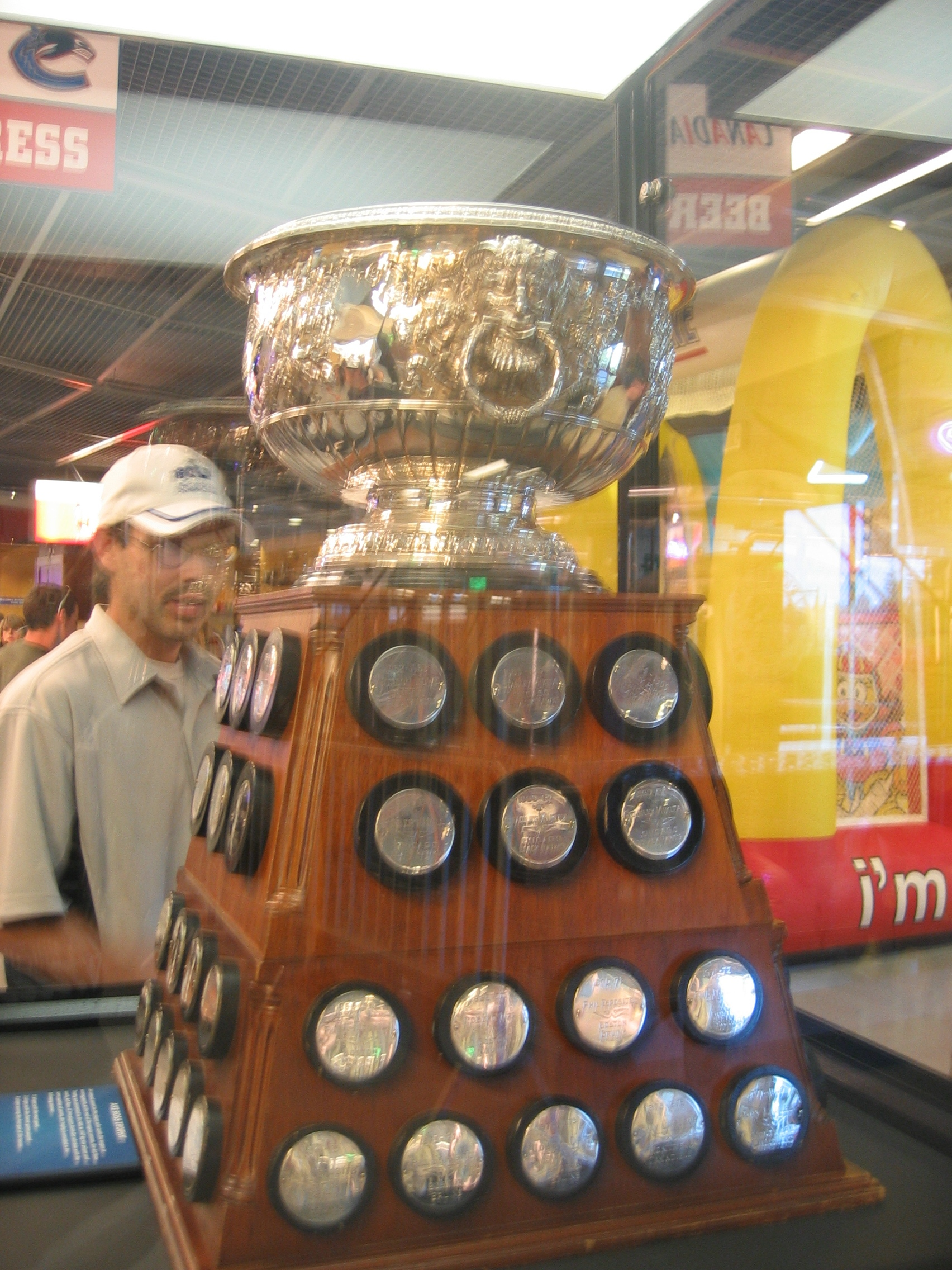
Trophée Art-Ross.

La saison voit le retour du Match des étoiles sur une idée proposée la saison précédente. Au cours du match, l'attaquant des Black Hawks de Chicago, Bill Mosienko se blesse à la cheville, blessure qui remet presque en question sa carrière.
Les vedettes des grandes lignes des saisons passées, la « Punch Line » des Canadiens de Montréal  et la Kraut Line des Bruins de Boston prennent leur retraite. Toe Blake, joueur des Canadiens de Montréal se casse la cheville lors d'un match contre les Rangers de New York ce qui met fin à sa carrière.
Au cours de la saison, deux joueurs sont punis pour avoir parié : Don Gallinger des Bruins est suspendu indéfiniment le temps de l'enquête et Bill Taylor des Rangers est exclu à vie de la ligue.
Les Canadiens ratent les séries éliminatoires pour la première fois depuis 1940 et leur gardien, Bill Durnan, ne remporte pas pour l'unique fois de sa carrière le Trophée Vézina qui est remis au gardien des Maple Leafs de Toronto, Turk Broda.

### Classement final
Les quatre premières équipes sont qualifiées pour les séries éliminatoires.
| Clt   | Équipe                 | PJ | V  | D  | N  | BP  | BC  | Pts |
| ----- | ---------------------- | -- | -- | -- | -- | --- | --- | --- |
| +001, | Maple Leafs de Toronto | 60 | 32 | 15 | 13 | 182 | 143 | 77  |
| +002, | Red Wings de Détroit   | 60 | 30 | 18 | 12 | 187 | 148 | 72  |
| +003, | Bruins de Boston       | 60 | 23 | 24 | 13 | 167 | 168 | 59  |
| +004, | Rangers de New York    | 60 | 21 | 26 | 13 | 176 | 201 | 55  |
| +005, | Canadiens de Montréal  | 60 | 20 | 29 | 11 | 147 | 169 | 51  |
| +006, | Black Hawks de Chicago | 60 | 20 | 34 | 6  | 195 | 225 | 46  |

- Vainqueur du trophée Prince de Galles
- Qualifié pour les séries éliminatoires

### Meilleurs pointeurs
| Joueur          | Équipe             | PJ | B  | A  | Pts |
| --------------- | ------------------ | -- | -- | -- | --- |
| Elmer Lach      | Montréal           | 60 | 30 | 31 | 61  |
| Buddy O'Connor  | New York           | 60 | 24 | 36 | 60  |
| Doug Bentley    | Chicago            | 60 | 20 | 37 | 57  |
| Gaye Stewart    | Toronto et Chicago | 61 | 27 | 29 | 56  |
| Max Bentley     | Chicago et Toronto | 59 | 26 | 28 | 54  |
| Bud Poile       | Toronto et Chicago | 58 | 25 | 29 | 54  |
| Maurice Richard | Montréal           | 53 | 28 | 25 | 53  |
| Syl Apps        | Toronto            | 55 | 26 | 27 | 53  |
| Ted Lindsay     | Détroit            | 60 | 33 | 19 | 52  |
| Roy Conacher    | Chicago            | 52 | 22 | 27 | 49  |

### Meilleurs gardiens
| Joueur        | Équipe   | PJ | Min   | BC  | Bl | Moy  |
| ------------- | -------- | -- | ----- | --- | -- | ---- |
| Turk Broda    | Toronto  | 60 | 3 600 | 143 | 5  | 2,38 |
| Harry Lumley  | Détroit  | 60 | 3 592 | 147 | 7  | 2,46 |
| Bill Durnan   | Montréal | 59 | 3 505 | 162 | 5  | 2,77 |
| Frank Brimsek | Boston   | 60 | 3 600 | 168 | 3  | 2,80 |
| Jim Henry     | New York | 48 | 2 800 | 153 | 2  | 3,19 |
| Emile Francis | Chicago  | 54 | 3 240 | 183 | 1  | 3,39 |

## Séries éliminatoires de la Coupe Stanley

### Arbre de qualification
|  | Demi-finales                        | Demi-finales                    |         |   | Finale                | Finale                |
|  | Demi-finales                        | Demi-finales                    |         |   | Finale                | Finale                |
|  |                                     |                                 |         |   |                       |                       |
|  | 24, 27, 30 mars, 1er et 3 avril     | 24, 27, 30 mars, 1er et 3 avril |         |   | 7, 10, 11 et 14 avril | 7, 10, 11 et 14 avril |
|  | 24, 27, 30 mars, 1er et 3 avril     | 24, 27, 30 mars, 1er et 3 avril |         |   | 7, 10, 11 et 14 avril | 7, 10, 11 et 14 avril |
|  | Boston                              | 1                               |         |   | 7, 10, 11 et 14 avril | 7, 10, 11 et 14 avril |
|  | Boston                              | 1                               |         |   | 7, 10, 11 et 14 avril | 7, 10, 11 et 14 avril |
|  | Toronto                             | 4                               |         |   | 7, 10, 11 et 14 avril | 7, 10, 11 et 14 avril |
|  | Toronto                             | 4                               | Toronto | 4 |                       |                       |
|  | 24, 26, 28, 30 mars, 1er et 4 avril |                                 | Toronto | 4 |                       |                       |
|  |                                     | Détroit                         | 0       |   |                       |                       |
|  | New York                            | Détroit                         | 0       | 2 |                       |                       |
|  | New York                            |                                 |         | 2 |                       |                       |
|  | Détroit                             | 4                               |         |   |                       |                       |
|  | Détroit                             | 4                               |         |   |                       |                       |

### Finale de la Coupe Stanley
La finale voit s'affronter les deux meilleures équipes de la saison : les Red Wings de Détroit et les Maple Leafs de Toronto qui ont fini avec 5 points d'écart au classement. Toronto gagna en 4 matchs avec une différence de buts sur la série de +11 (18 buts à 7).
| 7 avril 1948 | Red Wings de Détroit | 3-5 | Maple Leafs de Toronto |  |

| 10 avril 1948 | Red Wings de Détroit | 2-4 | Maple Leafs de Toronto |  |

| 11 avril 1948 | Maple Leafs de Toronto | 2-0 | Red Wings de Détroit |  |

| 14 avril 1948 | Maple Leafs de Toronto | 7-2 | Red Wings de Détroit |  |

Le meilleur pointeur de la série est Ted Kennedy de Toronto qui marque 8 buts et 6 passes décisives en 9 matchs.

## Honneurs remis aux joueurs et équipes

### Trophées
| Trophée           | Joueur         | Équipe                 |
| ----------------- | -------------- | ---------------------- |
| Trophée Calder    | Jim McFadden   | Red Wings de Détroit   |
| Trophée Art-Ross  | Elmer Lach     | Canadiens de Montréal  |
| Trophée Hart      | Buddy O'Connor | Rangers de New York    |
| Trophée Lady Byng | Buddy O'Connor | Rangers de New York    |
| Trophée Vézina    | Turk Broda     | Maple Leafs de Toronto |

| Trophée                  | Équipe                 |
| ------------------------ | ---------------------- |
| Trophée Prince de Galles | Maple Leafs de Toronto |
| Trophée O'Brien          | Red Wings de Détroit   |
| Coupe Stanley            | Maple Leafs de Toronto |

### Équipes d'étoiles
| Position       | Première équipe  | Première équipe        | Deuxième équipe | Deuxième équipe        |
| Position       | Joueur           | Équipe                 | Joueur          | Équipe                 |
| -------------- | ---------------- | ---------------------- | --------------- | ---------------------- |
| Gardien de but | Turk Broda       | Maple Leafs de Toronto | Frank Brimsek   | Bruins de Boston       |
| Défenseur      | Bill Quackenbush | Red Wings de Détroit   | Neil Colville   | Rangers de New York    |
| Défenseur      | Jack Stewart     | Red Wings de Détroit   | Ken Reardon     | Canadiens de Montréal  |
| Ailier gauche  | Ted Lindsay      | Red Wings de Détroit   | Gaye Stewart    | Black Hawks de Chicago |
| Centre         | Elmer Lach       | Canadiens de Montréal  | Buddy O'Connor  | Rangers de New York    |
| Ailier droit   | Maurice Richard  | Canadiens de Montréal  | Bud Poile       | Black Hawks de Chicago |